# Lubuk Baru (Sosoh Buay Rayap)
Lubuk Baru is een bestuurslaag in het regentschap Ogan Komering Ulu van de provincie Zuid-Sumatra, Indonesië. Lubuk Baru telt 1024 inwoners (volkstelling 2010).